# NGC 902
NGC 902 é uma galáxia espiral barrada (SBbc) localizada na direcção da constelação de Cetus. Possui uma declinação de -16° 40' 44" e uma ascensão recta de 2 horas, 22 minutos e 21,8 segundos.
A galáxia NGC 902 foi descoberta em 1886 por Frank Leavenworth.